# Oude Vismijn (Gent)

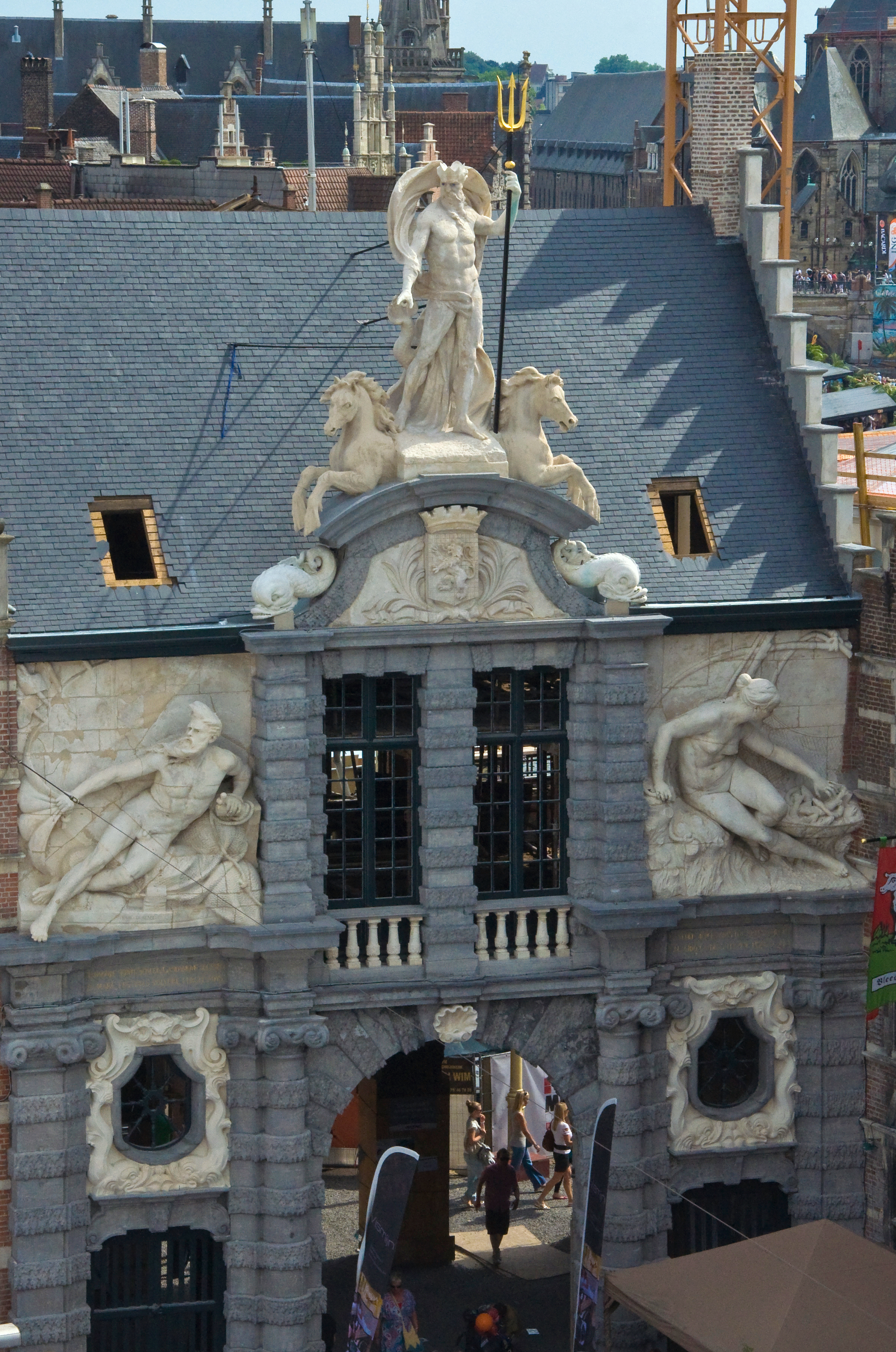
De voorgevel van de Oude Vismijn (vanaf het Gravensteen

De Oude Vismijn is een van de oudste markten van de Belgische stad Gent. Oorspronkelijk bevond deze markt zich op de huidige Groentenmarkt. In 1689 kreeg ze haar huidige locatie op het Sint-Veerleplein met haar kenmerkend poortgebouw en vaste stallen in open lucht. Met het oog op deze nieuwe locatie kochten de schepenen van de Keure drie huizen van het Sint-Veerlekapittel, dat  toen al driekwart eeuw was ondergebracht bij de Sint-Niklaaskerk.
Ten westen van de Oude Vismijn loopt de Lieve en ten zuiden de Leie. Ten noordoosten ligt de wijk Patershol.
Het poortgebouw werd in 1689 door stadsarchitect Adriaan Van Der Linden, naar de plannen van Arthur Quellyn, opgetrokken in barokstijl en versierd met drie beelden van zeegoden; het werd zwaar beschadigd door een brand in 1872. Enkel het beeld van Neptunus, van de hand van Guy Helderberg, kon worden gered. De andere beelden werden vervangen door nieuwe beelden, ontworpen door Adolphe Pauli, van een man en een vrouw die de Schelde en de Leie voorstellen. De dolfijnen werden ontworpen door Karel van Poucke. Een overdekte markthal als verkoopplaats voor vis, vlees en groenten werd toegevoegd terwijl op het open marktplein verder openbaar vis werd verkocht.
Het gebouw werd voorzien van neogotische gevels, in het vooruitzicht van de Wereldtentoonstelling van 1913. In de 20e eeuw kende het gebouw een aantal functiewijzigingen (bandencentrale, bowlingzaal...). Aan de leegstand werd een einde gemaakt toen de stad een wedstrijd uitschreef om het pand een nieuwe bestemming te geven. In 2010 werd het pand heringericht als een horecazaak.
De Oude Vismijn huisvest sinds 2 maart 2012 de Dienst Toerisme Gent.

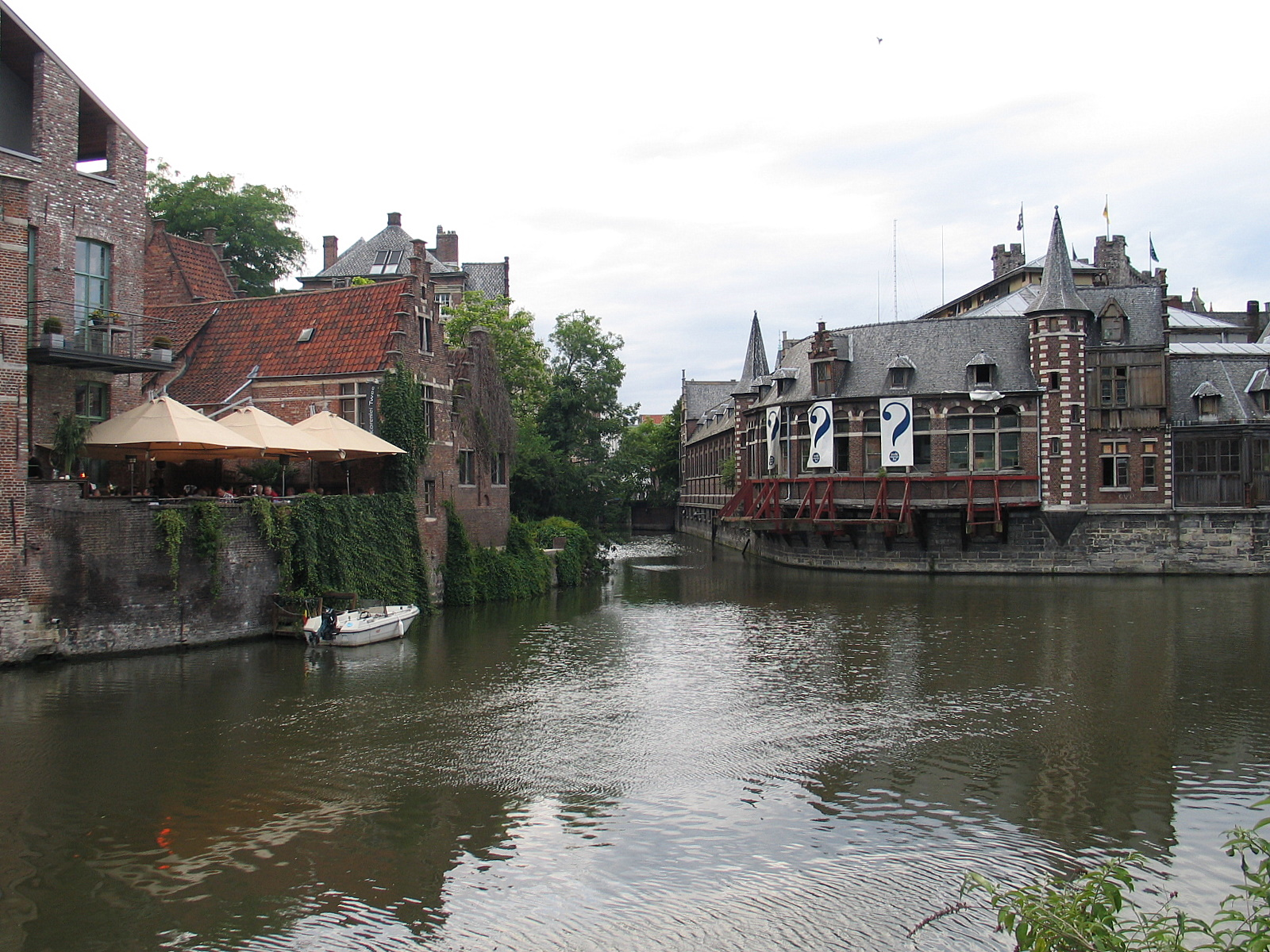
Oude vismijn in 2008
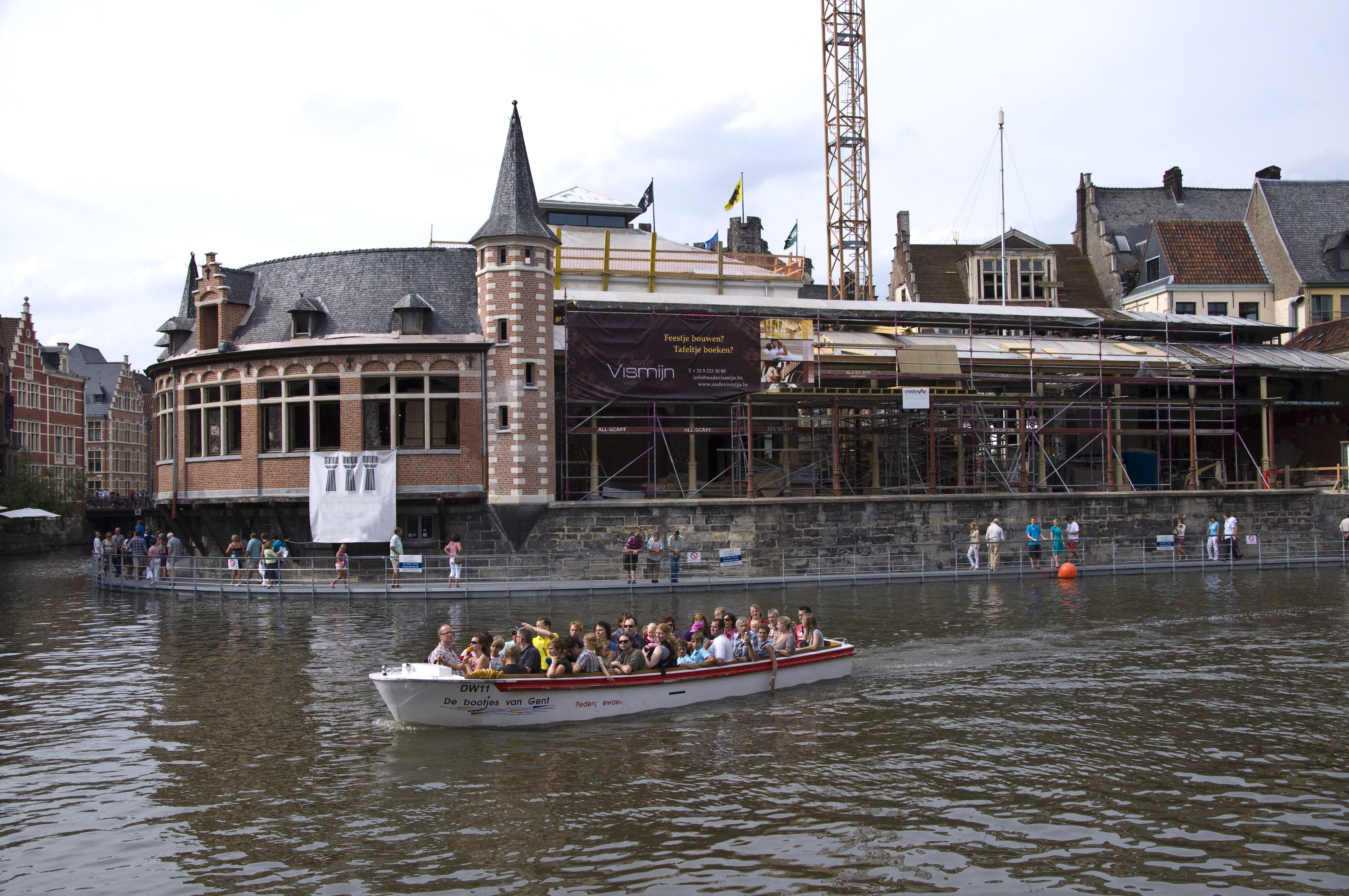
De Oude vismijn tijdens de restauratie in 2010
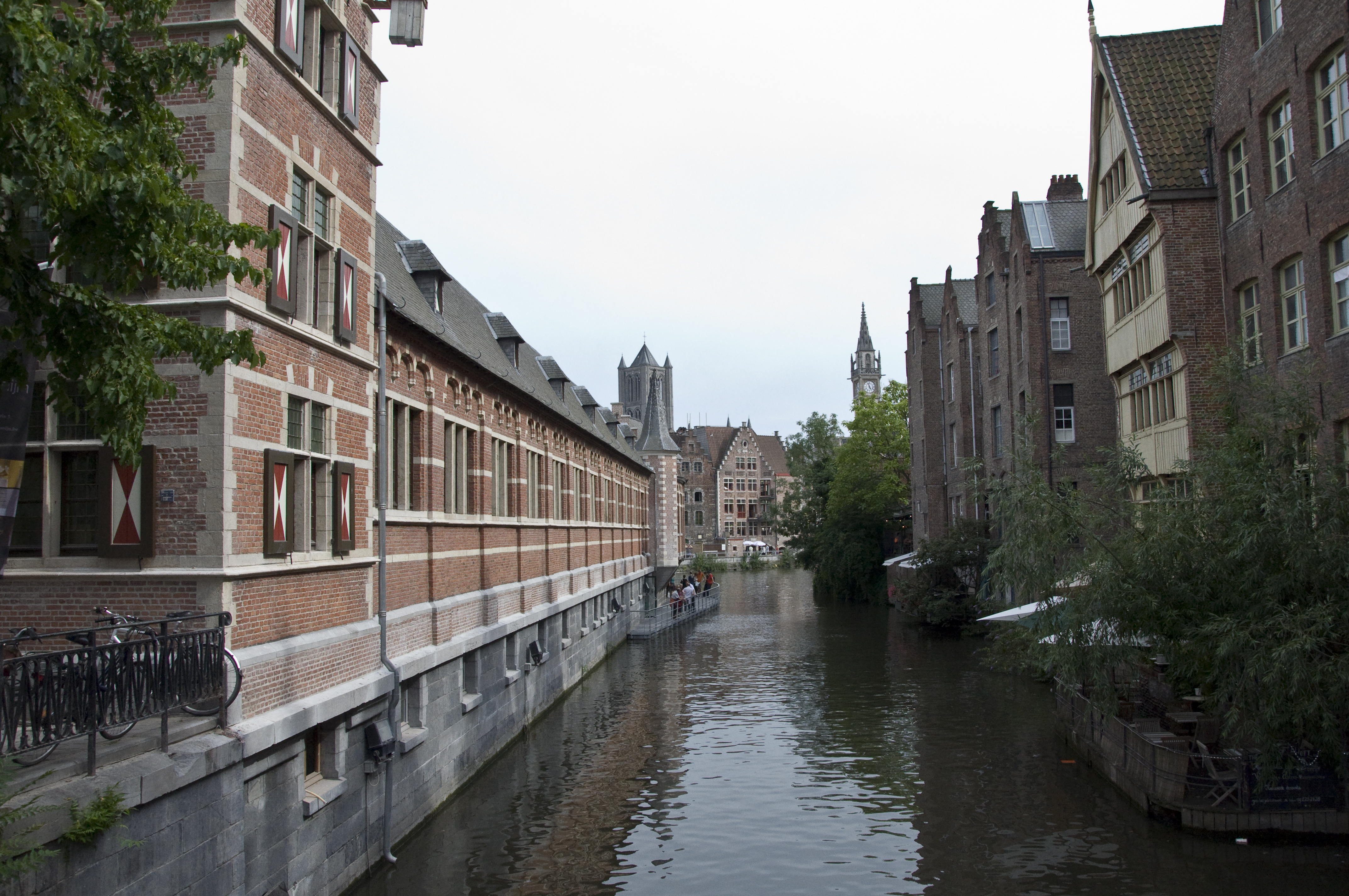
De Oude vismijn (links) aan de Lieve en haar neogotische gevel
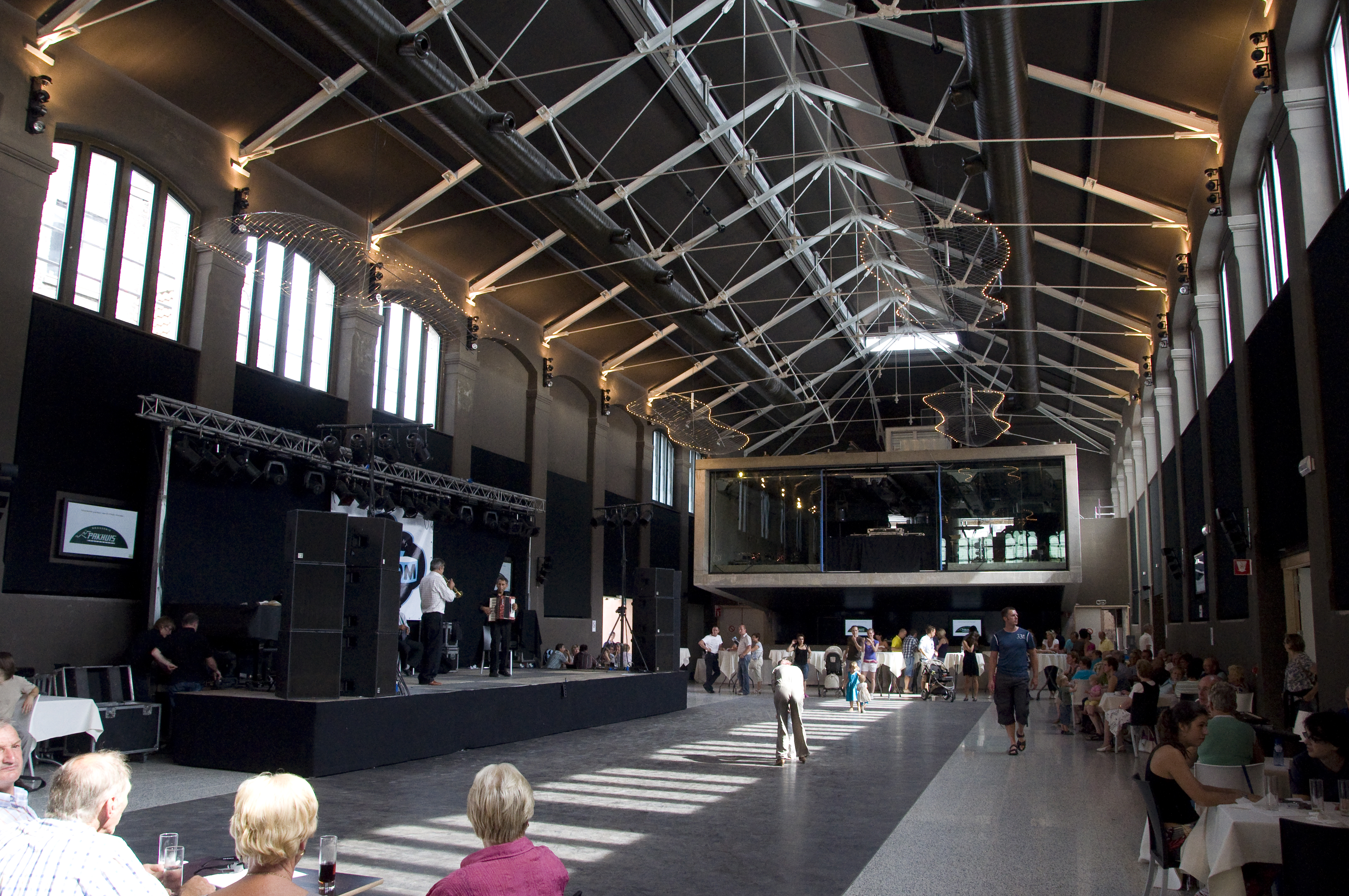
De vroegere overdekte markthal anno 2010